# Wereldkampioenschappen schaatsen afstanden 2024 - 1500 meter mannen
De 1500 meter mannen op de wereldkampioenschappen schaatsen afstanden 2024 werd gereden op zondag 18 februari 2024 in de Olympic Oval in Calgary, Canada.
Titelverdediger was Jordan Stolz.

## Uitslag
| #      | Schaatser                | Land             | Tijd          | Verschil | Rit  |
| ------ | ------------------------ | ---------------- | ------------- | -------- | ---- |
| Goud   | Jordan Stolz             | Verenigde Staten | 1.41,44       | +        | 10 I |
| Zilver | Kjeld Nuis               | Nederland        | 1.42,66(1)    | + 1,22   | 5 I  |
| Brons  | Peder Kongshaug          | Noorwegen        | 1.42,66(7) PR | + 1,22   | 10 O |
| 4      | Ning Zhongyan            | China            | 1.42,77       | + 1,33   | 11 I |
| 5      | Daniele Di Stefano       | Italië           | 1.43,99 PR    | + 2,55   | 2 O  |
| 6      | Wesly Dijs               | Nederland        | 1.44,02       | + 2,58   | 11 O |
| 7      | Emery Lehman             | Verenigde Staten | 1.44,14       | + 2,70   | 6 I  |
| 8      | Alessio Trentini         | Italië           | 1.44,15       | + 2,71   | 7 I  |
| 9      | Sander Eitrem            | Noorwegen        | 1.44,25       | + 2,81   | 9 O  |
| 10     | Hendrik Dombek           | Duitsland        | 1.44,28       | + 2,84   | 8 I  |
| 11     | Stefan Emele             | Duitsland        | 1.44,41       | + 2,97   | 2 I  |
| 12     | Connor Howe              | Canada           | 1.44,54       | + 3,10   | 12 I |
| 13     | Patrick Roest            | Nederland        | 1.44,59       | + 3,15   | 12 O |
| 14     | Mathias Vosté            | België           | 1.44,65       | + 3,21   | 1 I  |
| 15     | An Hyun-jun              | Zuid-Korea       | 1.44,93       | + 3,49   | 3 I  |
| 16     | Antoine Gélinas-Beaulieu | Canada           | 1.45,20       | + 3,76   | 6 O  |
| 17     | Kazuya Yamada            | Japan            | 1.45,76       | + 4,32   | 9 I  |
| 18     | Taiyo Nonomura           | Japan            | 1.45,90       | + 4,46   | 8 O  |
| 19     | Vincent De Haître        | Canada           | 1.45,93       | + 4,49   | 4 I  |
| 20     | Conor McDermott-Mostowy  | Verenigde Staten | 1.45,97       | + 4,53   | 3 O  |
| 21     | Gabriel Odor             | Oostenrijk       | 1.46,10       | + 4,66   | 1 O  |
| 22     | Sun Chuanyl              | China            | 1.46,83 PR    | + 5,39   | 4 O  |
| 23     | Seitaro Ichinohe         | Japan            | 1.47,46       | + 6,02   | 7 O  |
| 24     | Chung Jae-won            | Zuid-Korea       | 1.48,64       | + 7,20   | 5 O  |

De Belg Bart Swings en de Noor Hallgeir Engebråten hadden zich afgemeld. Dit gaf de kans aan Mathias Vosté en Gabriel Odor om in het eerste paar te starten.

## IJs- en klimaatcondities
|                  | Start  | Eind   |
| ---------------- | ------ | ------ |
| Tijd             | 16:04  | 16:44  |
| Luchttemperatuur | 16,9°C | 16,9°C |
| IJstemperatuur   | -8,2°C | -8,2°C |
| Luchtvochtigheid | 27,0%  | 27,0%  |

1996 · 
1997 · 
1998 · 
1999 · 
2000 · 
2001 · 
2003 · 
2004 · 
2005 · 
2007 · 
2008 · 
2009 · 
2011 · 
2012 · 
2013 · 
2015 · 
2016 · 
2017 · 
2019 ·
2020 ·
2021 ·
2023 ·
2024 ·
2025